# Léon Gaumont

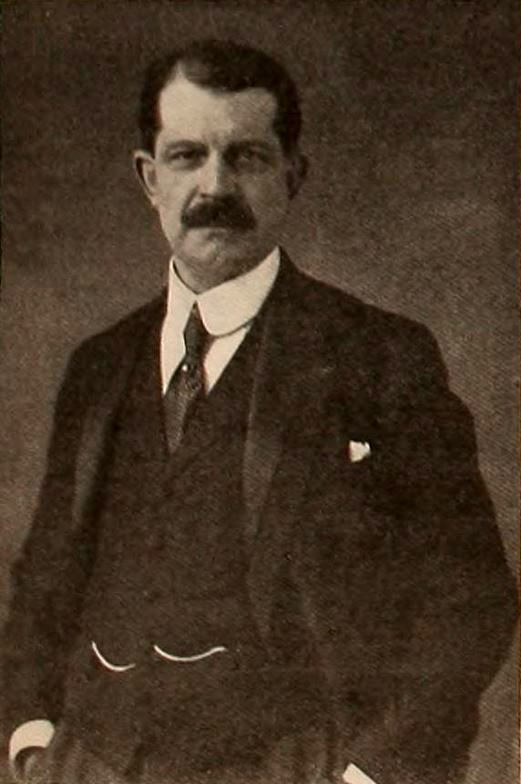
Léon Gaumont.

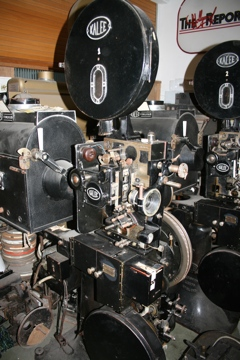
Proyector de películas Kalee de 1930 de Gaumont, Museo del cine (Londres).

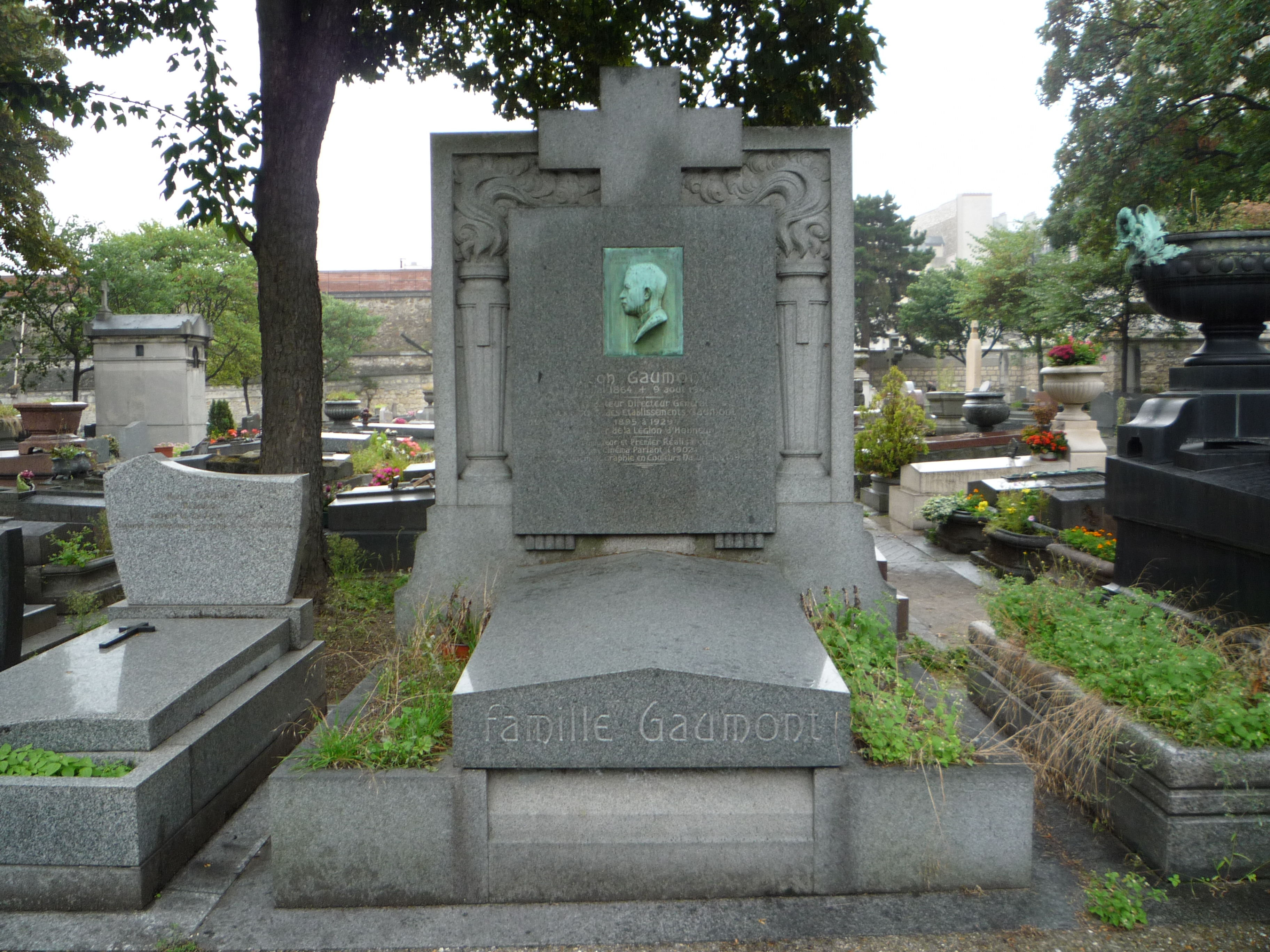
Tumba de Léon Gaumont, en el Cementerio de Belleville de París.

Léon Gaumont (París, 10 de mayo de 1864 - Sainte-Maxime, 9 de agosto de 1946) fue un inventor e industrial francés y uno de los pioneros de la industria del cine. Creó la sociedad francesa de producción Gaumont bajo el nombre de L. Gaumont et compagnie, en julio de 1895. Fue su secretaria, Alice Guy Blaché, quien lo convenció para producir películas de ficción con los aparatos que vendía su empresa, convirtiéndose en la primera mujer en realizar ficción cinematográfica.

## Biografía
Nacido en París en 1864, llega al cine a través de su profesión como vendedor de aparatos fotográficos, y este sector seguirá siendo su actividad privilegiada en el campo cinematográfico. Ya desde 1893 había conseguido hacerse con la patente del cronofotógrafo de Georges Demeny, excolaborador de Marey. Del perfeccionamiento de este ingenio deriva el crono Gaumont, lanzado en 1896, primero con un formato de 60 milímetros y luego adaptado al estándar dominante.
El gran éxito de este aparato, que más tarde fue perfeccionado por técnicos de gran valía como Jacques Ducom y René Decaux, induce a Gaumont a emprender la producción de películas "recitadas" siendo ya adecuado a la demanda las cintas rodadas de modo casual, con fines demostrativos y adquiridas por operadores independientes. La tarea de ocuparse de la producción le fue confiada a la secretaria de la sociedad, Alice Guy, lo que demuestra la escasa relevancia concedida por Gaumont, al menos inicialmente, al sector de la realización.
Construye su estudio en los alrededores de Niza: se trata del célebre Victorine en el que François Truffaut ambientará La nuit américaine en 1973, nostálgico homenaje al cine de los studios. Aunque con atraso con respecto a Charles Pathé, también Gaumont pasa del régimen de venta al de alquiler de películas, internándose por tanto en el sector de la distribución y exhibición. Se crea así un circuito de salas, de las que es símbolo el Gaumont Palace, recabado en 1911 del antiguo hipódromo parisino y lanzado como el "mayor cine del mundo".
Al igual que su rival Pathé, crea un sector periodístico, Gaumont Actualités pero es, naturalmente, el cine de ficción el que conoce el mayor desarrollo. Léon Gaumont está enterrado en el cementerio de Belleville en París.

### Español
- Historia General del cine, Vol.I - Orígenes del cine Ed. Cátedra 1998
- Méliés y el cine francés de los orígenes. Antonio Costa

### En francés
- Philippe BINANT, Au cœur de la projection numérique, Actions, 29, 12-13, Kodak, Paris, 2007.
- Marie-Sophie CORCY, Jacques MALTHÊTE, Laurent MANNONI, Jean-Jacques MEUSY, Les Premières Années de la société L. Gaumont et Cie, Afrhc, Bibliothèque du Film, Gaumont, Paris, 1999.
- François GARÇON, Gaumont. Un siècle de cinéma, Gallimard, Paris, 1992.
- Philippe d'HUGUES et Dominique MULLER, Gaumont, 90 ans de cinéma, Editions Ramsay, Cinémathèque Française, Paris, 1986.
- Nicolas SEYDOUX, Cent ans de réflexions, Cent ans de cinéma, 6-15, Gaumont, Neuilly-sur-Seine, 1995.

- Datos: Q377549
- Multimedia: Léon Gaumont / Q377549